# Charli D'Amelio
Charli D'Amelio, née le 1er mai 2004 à Norwalk (États-Unis), est une célébrité américaine des réseaux sociaux.
Elle est notamment connue pour ses démonstrations de danse sur TikTok, où son compte est le deuxième le plus suivi au monde (après celui de Khaby Lame) avec 157 millions d'abonnés en avril 2025.

## Biographie

### Jeunesse
Charli Grace D'Amelio naît le 1er mai 2004 à Norwalk dans le Connecticut. Elle est la fille de Heidi D'Amelio, une photographe professionnelle, et de Marc D'Amelio, personnalité politique et homme d'affaires américain. Sa grande sœur, Dixie D'Amelio, est aussi célèbre sur TikTok,,.

### Carrière
À partir de mai 2019, Charli D'Amelio commence à poster des vidéos sur TikTok. Sa première vidéo populaire est un duo avec l'utilisatrice « Move with joy » en juillet 2019. Depuis lors, la plupart de ses vidéos la montrent dansant sur les musiques tendances de l'application. Le 19 octobre 2019, elle publie sur son compte sa reprise de la danse « Renegade », qui la propulse au rang de star de TikTok[réf. souhaitée].
En novembre 2019, elle intègre la Hype House, une maison de création de contenus créée par Thomas Petrou, Daisy Keech et Chase Hudson, plus connu sous le nom de « Lilhuddy », qui abrite 19 influenceurs/tiktokeurs dont sa sœur Dixie, ainsi qu'Addison Rae, Nick Austin, Tony et Ondreaz Lopez, Thomas Petrou, Alex Warren, Avani Gregg et Chase Hudson,.
En janvier 2020, Charli D'Amelio signe avec l'agence de talents UTA. Elle décroche ensuite une place dans une publicité du Super Bowl pour Sabra Hummus avec d'autres célébrités.
Elle est invitée à assister au Super Bowl LIV et rencontre Jennifer Lopez avec qui elle crée le défi TikTok  « J Lo Super Bowl Challenge ».
Elle est invitée à se produire au match de NBA All-Star, avec ses collègues membres de Hype House, Addison Rae, sa sœur Dixie et la créatrice de la danse Renegade, Jalaiah Harmon.
Le 1er mai 2020, elle a plus de 58,5 millions d'abonnés sur l'application de partage de vidéos sociales TikTok, et a été qualifiée de « reine de TikTok » par le New York Times. Elle est la personne la plus suivie sur la plateforme. Succès confirmé par le Washington Post du 26 mai 2020, phénomène que Charli elle-même ne comprend pas, comme elle l'avait déjà signalé dans un article du magazine Cosmopolitan du 14 avril 2020,.
En novembre 2020, elle atteint 100 millions d'abonnés sur TikTok, devenant ainsi la première utilisatrice de l'application à atteindre ce nombre.
Le 23 juin 2022, elle se fait dépasser par Khaby Lame et devient ainsi la seconde personne la plus suivie du monde sur TikTok.
De septembre à novembre 2022 elle participe à la saison 31 de l'émission Dancing with the stars, diffusé pour la première fois sur Disney+. Au bout des dix semaines de compétition elle remporte la compétition auprès de son partenaire de danse, Mark Ballas (déjà vainqueur au côté de Kristi Yamaguchi en saison 6 et Shawn Johnson en saison 8). Sa mère Heidi avait été éliminée lors de la 8e semaine.

## Engagement associatif
Charli D'Amelio témoigne être victime de harcèlement et de moqueries sur son corps. Elle et sa sœur Dixie se sont associées à l'UNICEF pour dénoncer l'intimidation en ligne et les dangers de la célébrité sur la plateforme.